# Hilleshögs dalar
Hilleshögs dalar är ett naturreservat i Landskrona kommun.
Reservatet består av en geologiskt intressant dalgång och rasbranter vid stranden. Dessa landformer saknar, förutom på Ven där rasbranterna kallas backafall, motsvarighet i Sverige. Dalgången bildades av en dödisgrop vid senaste istiden i det som nu är dalamossen. Resten av dalgången bildades genom jordflytning sedan inlandsisen lämnat området. De sandlager som bildar backarna i reservatet och de intilliggande Glumslövs backar är mycket oordnade och har bildats genom att inlandsisen pressade upp sediment från olika håll för att sedan täckas av tunna lager morän.
Området kring Rustningshamn och kuststräckan söderut är även natura 2000-område.

## Flora och fauna
Vegetationen på betesmarkerna domineras av fliknäva, luddtåtel, rödsvingel, rödven och ängsgröe. Kaninstammen är mycket talrik. Även kornknarr har iakttagits i området.
På rasbranterna och uppe på höjden Gåsaägget växer arter som backklöver, blodnäva, brudbröd, flentimotej, fältvädd, gulmåra, krissla, kungsmynta, mandelblomma, raggarv, rödklint, spåtistel och vildlin. I rasbranterna häckar backsvalor. I området finns sandödla och även den rödlistade fjärilen prydlig lövmätare.
I lertäktsområdet kring Rustningshamn och de fuktigare partierna finns arter som blåtåg, bitterfibbla, bergjohannesört, färgkulla, kärrjohannesört, väddklint, ängsnycklar och den rödlistade klintsnyltroten som är en sällsynt växt utan klorofyll vilken lever som parasit på främst väddklint.

## Historik
På Gåsaägget, höjden strax söder om Rustningshamn, finns skansar och redutter från 1670-talet och tidigt 1700-tal.
Vid sekelskiftet 1800- till 1900-talet fanns ett tegelbruk i Rustningshamn. Spåren av detta finns som dels igenväxta lertäkter varav en numera är en damm och dels i form av stora mängder av kasserat tegel på stranden.

## Vägbeskrivning
Från E6 på trafikplats 26 Landskrona N tar man av mot Vallåkra, efter cirka 600 m svänger man vänster mot Glumslöv. När man har passerat under E6:an svänger man återigen till vänster, efter cirka 400 m finns en parkeringsplats vid naturreservatet.

## Bilder

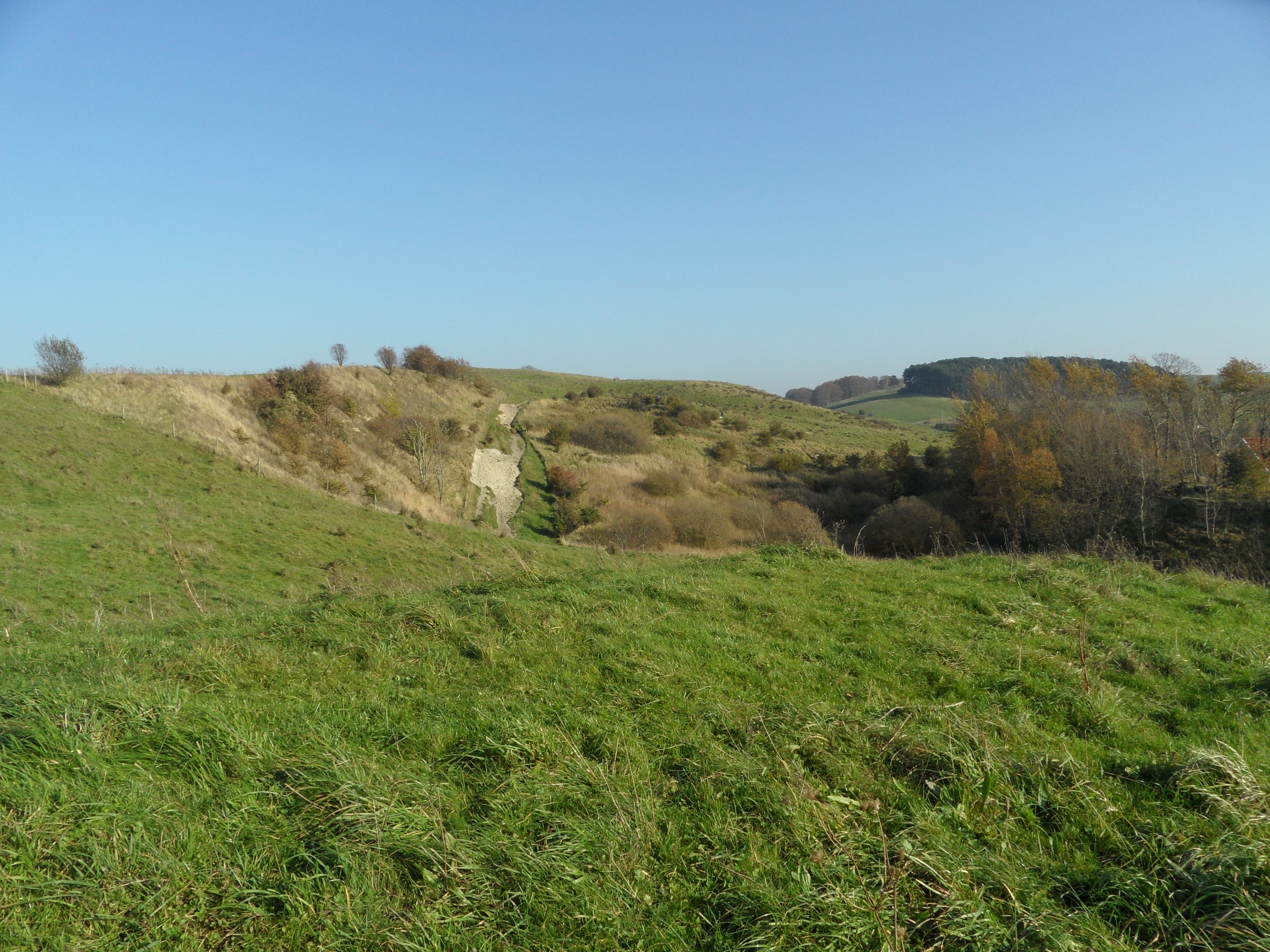
Vy över Hilleshögs dalar med Ulna-högarna till höger i bakgrunden
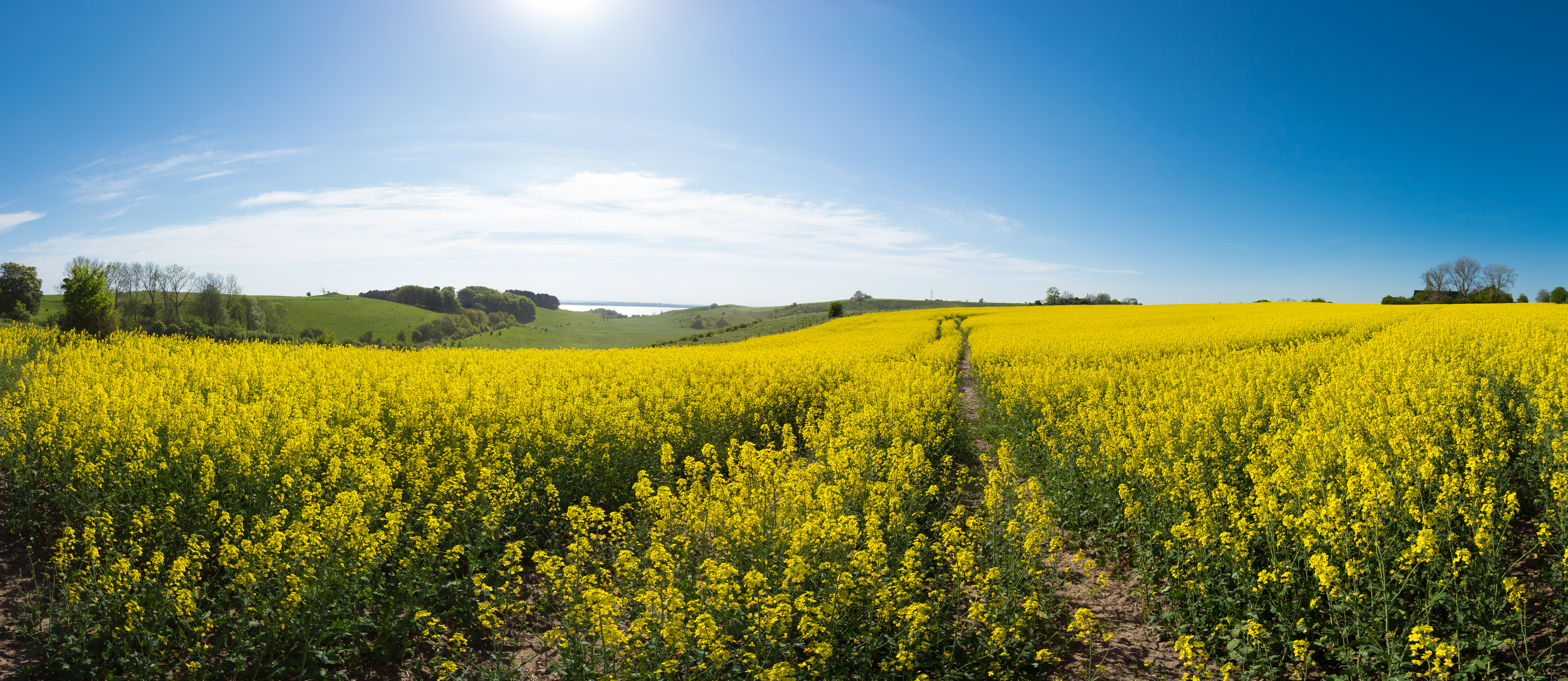
Rapsfält